# Krzysztof Jacek Hinz
Krzysztof Jacek Hinz (ur. 1 grudnia 1955 w Warszawie) – polski dyplomata, dziennikarz, iberysta i tłumacz. Od 2007 do 2012 ambasador RP w Wenezueli, w latach 2001–2005 ambasador RP w Brazylii.

## Życiorys
Absolwent klasy o profilu matematyczno-fizycznym w XVII Liceum Ogólnokształcącym im. Andrzeja Frycza Modrzewskiego w Warszawie (1970–1974). W 1980 ukończył studia na Wydziale Neofilologii Uniwersytetu Warszawskiego, uzyskując magisterium w dziedzinie iberystyki.
W latach 1983–1997 pracował dla Polskiej Agencji Prasowej w Warszawie, Hawanie i mieście Meksyk. Współpracował z „Gazetą Wyborczą”, „Wprost”, „Polityką”, Radiem Wolna Europa i z Radiem Zet, a także z meksykańską telewizją „Televisa”. Był szefem działu zagranicznego meksykańskiego miesięcznika „GenteSur” (1995–1996); publikował w prasie meksykańskiej i kolumbijskiej.
W latach 1998–2001 był radcą ambasady RP w Hawanie. W 2001 wyjechał jako ambasador do Brasílii. Po powrocie do kraju w 2005 objął stanowisko zastępcy dyrektora Departamentu Ameryki w MSZ. W latach 2007–2012 był ambasadorem RP w Wenezueli z dodatkowymi akredytacjami na Grenadzie, Jamajce, w Surinamie, Barbadosie, Gujanie, na Saint Vincent i Grenadynach oraz na Trynidad i Tobago i na Dominice, gdzie był pierwszym ambasadorem RP po nawiązaniu stosunków dyplomatycznych z tym krajem. Po powrocie do kraju pracował w Departamencie Współpracy Rozwojowej MSZ, a od września 2014 jako radca-minister w Departamencie Ameryki. W 2021 przeszedł na emeryturę.
Posługuje się hiszpańskim, portugalskim, angielskim, francuskim i rosyjskim.

## Publikacje
- Tłumaczenie z j. hiszpańskiego: Filozofia dziejów amerykańskich, Leopoldo Zea(inne języki), wydawnictwo CESLA, Warszawa 1993, ISBN 83-85620-15-X.
- Literatura faktu: Kuba. Syndrom wyspy – wydawnictwo Dowody na Istnienie, Warszawa 2016, ISBN 978-83-943118-7-2

## Odznaczenia
- Krzyż Wielki Orderu Rio Branco (Brazylia 2002)
- Krzyż Wielki Orderu Krzyża Południa (Brazylia 2005)[14][13]
- Krzyż Kawalerski Orderu Odrodzenia Polski (2022)[15]